# 藪野浩司
藪野 浩司（やぶの ひろし）は、工学者、大学教授、工学博士。

## 人物
慶應義塾大学工学部機械工学科卒業（1984年）、同大学大学院修士課程理工学研究科機械工学専攻修了、同大学大学院博士課程理工学研究科機械工学専攻修了（1990年）、工学博士。現在、筑波大学大学院システム情報工学研究科システム情報工学研究科知能機能システム専攻教授。
専門分野は、機械工学、非線形力学。
2002年、Marquis版 Who's Who in the worldに掲載される。
日本機械学会より、日本機械学会校閲委員としての功労に対し、感謝状の贈呈を受ける。